# Zapadni Šošoni
Western Shoshoni (Western Shoshone; Zapadni Šošoni). -Kolektivno ime za više bandi i plemena američkih Indijanaca iz grupe pravih Šošona. Ostala plemena koja pripadaju pravim Šošonima i nose njihovo ime su: 1) Wind River (s ogrankom Komanči; (Comanche); 2) Northern Shoshoni, saveznici Bannocka iz Idaha; 3) Goshute ili Gosiute, koje Swanton klasificira u Zapadnu granu Šošona. Zapadni Šošoni pripadaju grupi noga-Indijanaca jer nisu bili pleme koje je živjelo od konja. Njihova kultura pripada Bazenu Velikog Slanog Jezera koju simbolizira sakupljanje po škrtom pustinjskom i polupustinjskom području. Insekti (kukci), gmazovi, korijenje i razne bobice čine osnovu njihove prehrane do koje se u njihovoj zemlji moglo doći. Nešto lova na sitniju divljač također je bilo zastupljeno, osobito lov na zeca. Lov na zeca bio je kolektivan a mogao se organizirati jedino ako je bilo dovoljno ljudi i ako je netko od njih posjedovao mrežu za lov. Ova mreža slična mreži kakva se koristi u tenisu, sličnih očica i približne visine, razvlačila se u području gdje je trenutno bilo zečeva. Lovci su tada išli u hajku tjerajući životinje prema mreži. Ovakve hajke nisu bile baš najčešće, i na 'stolu' Zapadnih Šošona meso divljači je bilo rijtki gost.
Zapadni Šošoni, za razliku Od Istočnih, odnosno Wind Rivera i Sjevernih, nisu imali konja, organizirali su se po malenim bandama koje se sastoje od par srodnih obitelji, čija je brojnost ovisila o količini hrane koja se mogla pronaći. Ove njihove malene bande koje su vječito tumarale u potrazi da se nešto pronađe i popuni uvijek prazan želudac, veoma su nalik na malene skupine zapadno-brazilskih Nambikwara koji su vodili veoma sličan život. - Slobodan život u prirodi kod Zapadnih Šošona, osobito u Kaliforniji, zapečatila su krda domaće stoke (1849.) koja su uništila ionako oskudne izvore prehrane zapadno-šošonskog stanovništva. Nezaobilazne boginje 1851. pogađaju kalifornijski grupu.  Nešto kasnije 1862., Indijanci su zasmetali poštanskim diližansama i 'pony expressu' pa ih je veliki dio pobijen u dolini Steptoe Valley u Nevadi. 

## Bande
Zapadni Šošoni imali su oko 4,500 duša (1700)u područjima sjeverne i zapadne Nevade. danas (2000) broj im iznosi 3,800 (NAHDB kalkulacija). Postojalo je 11 glavnih bandi na granici Utaha i Nevade čiji potomci danas žive oko gradova i na rezervatima između Wellsa i Winnemucce.
Steward (1937) je nabrojio 43 zaapdnošošonskih skupina, od kojih je devet označeno terminom band, a 34 kao district. Razlike između ovih skupina svakako su prije geografske nego sociopolitička organizacija. Većina ovih termina su zemljopisni nazivi, a 13 od njih temelje se na lokalnom izvoru hrane.
1. Beatty, jedna band-a u području Beatty na Stewardovoj mapi (1937), a diskutira se možda o dvije, Beatty u istoimenom kraju i Belted Mountains na južnom kraju planinskog vijenca Belted Range.
2. Big Smoky Valley (Smoky Valley), šošonski naziv za ovaj narod ovdje bio je wi yimpihtikka ili 'estwers of buffalo berry.
3. Carlin, 'district', Steward o njima raspravlja (1938), ali ih nema na mapi (1937)
4. Cave Valley, 'district', ni njih nema na mapi (1937).
5. Cherry Creek, 'district', naseljen ljudima iz Egan Canyona u blizini današnjeg Cherry Creeka.
6. Clover Valley, raspravlja se odvojeno o Wells i Clovwer Valley (Steward, 1938). narod iz distrikata Halleck, Mary's Rivera i Clover Valleya, zajedno s Humboldt Riverom, nazivan je Kuyudikka, ili 'eaters of bitterroot'. On je isti kao i termin za narod iz Smith Creek Valleya koji glasi Kuyadikka; kuyu ili kuya je Valeriana edulis.
7. Crescent Valley, razgraničen na Crescent Valley i Grass Valley. Bez lociranih sela kod Stewarda.
8. Death Valley, Steward o ovoj grupi raspravlja pod imenom North Death Valley, a razlikuje se od South Death Valley, koji su Kawaiisu. Driver razlikuje dvije podgrupe Panaminta u Death Valleyu, o'hya i tū’mbīca.
9. Deep Creek Gosiute, u nju je uključen i narod iz Antelope Valley.
10. Diamond Valley, narod iz Pine Creeka i Diamond Valleya. Pine Valley people iz Diamond Valleya na šošonskom je nazivan Pasiatikka, eaters of redtop grass, ova biljka pripada rodu Agrostis (A. gigantea).
11. Dixie Valley, živjeli su možda na Dixie Creeku, nema ih na karti.
12. Elko, Sjeverni Šošoni s rijeke Snake nazivali su ih tsogwiyuyugi. Po Stewardu ,tzsogwi je neka neidentificirana biljka, a glagol yuyuki, znači drhtati, 'tresti se' (poput želea).
13. Fish Eaters, o njima govori kao o Cache Valley ili Pangwiduka Šošonima. Dolazi od painkwitikka, u dijalektu i penkwitikka, =eaters of fish.
14. Fish Springs Valley, nema ih na mapi (1937)
15. Gosiute, Steward u njih uključuje Deep Creek Gosiute, Skull Valley Gosiute, i Trout Creek Gosiute. Naziv se služneo speluje kao Goshute. Šošonski je naziv kusiutta (Miller, 1972), pisano kucyut (kušyut; Kroeber, 1909), riječ se često analizira da dolazi od kusippih (0ashes; pepeo), drugo joj je značenje i 'dry earth' (=suha zemlja)
16. Halleck, ovaj distrikt je imanovan po suvremenom gradu. Šošonsko ime je isto kao i za Clover Valley Šošone.
17. Hot Creek Valley, obuhvaća i sjeverni kraj Reveille Valleya.
18. Huki Eaters, kod Stewarda nazivani Promontory Point i Hukundüka. razni utori ovo ime različito interpretiraju. danas se najčešće smatra da dolazi od šošonskog hukkantikka, ili eaters of pickleweed (Allenrolfea occidentalis). Ovo je grm koji uspijeva rasti u suhim, pjeskovitim i alkalnim tlima na američkom Jugozapadu i sjevernom Meksiku, a šošonskim Indijancima je služila za hranu.
19. Huntington Valley
20. Independence Valley, na Maggie ili Magpie Creeku (Steward 1938)
21. Ione Valley (Ione), narod u blizini Cloverdalea, nazivan je waitikka ili eaters of ricegrass (Oryzopsis hymenoides).
22. Jakes Valley
23. Kawich, Kawich Mountains u Stewarda (1938)
24. Lida
25. Little Lake, naznačeni u Stewarda kao prava 'band'-a, ali navodi da žive u 3 zimska sela bez dovolno međuseoske kohezije da bi činili pravu 'band'-u. Driver (1937) ih u ograničenom smislu navodi pod Koso; njegov naziv pawo'nda, u Stewardovim selima glasi pagunda.
26. Little Smoky Valley. narod u ovom districtu nema imena za sebe, a railroad Valley Šošoni zovu ih yuwinai, dwellers in the south (stanovnici na jugu):27. Mary's River. U Stewarda se ovaj 'district' naziva Deeth. Sjeverni šošoni sa Snake Rivera nazivaju ih tu kkoi, 'black peak'.
27. North Fork, ime označava north fork rijeke Humboldt
28. Palisade, Steward ih spominje i razgraničava ali ne imeuje na karti. On i njegov informant ne slažu se jesu li oni dio naroda pine Creek iz distrikta Diamond Valley ili su bliži narodu s Humboldt Rivera.
29. Panamint
30. Panamint Valley. Kod Stewarda na mapi nisu jasno razgraničeni. Driver ih naziva Haita
31. Pine Nut Eaters. Kod Stewarda se zovu Grouse Creek. Sjeverni Šošoni ih zovu Tipatikka ili eaters of pinenuts.
32. Railroad Valley. Narod u Duckwateru nazivan je Tsaidüka, eaters of tule (vrsta trske).
33. Ralston Valley
34. Reese River, šošonski naziv kojim sebe nazivaju je mahagüadüka, eaters of Mentzelia seeds, ovaj rod pripada porodici Loasaceae, a njezino sjeme je služilo domorocima za hranu.
35. Ruby Valley. narod Ruby Valleya nazivan je šošonski watatikka, eaters of ryegrass seed. Ima isto značenje kao waradika kod Bannocka; trava iz porodice Lolium.
36. Saline Valley. Ovaj narod sastoji se od tri podskupine a kolektivnu oznaku za sebe nemaju. Pojedinačno se zovu sa sjevera na jug: pauwü-ji (pauwü-jiji i slično), ko`onzi, narod galvnog sela ko`o, i sigaitsi. Narod na vrhu planine zove se sigaiwatü.
37. Skull Valley Gosiute, uključuje Gosiute iz Skull Valley i Sink Valleya.
38. Smith Creek Valley (Smith), u šošonskom se zovu kuyatikka, eatres of bitterroot. Halleck, Clover valley i mary's River Šošoni imaju dijalektalnu razliku istog imena koja glasi Kuyudikka.
39. Snake Valley
40. South Fork. na mapi stoji kao S(outh) Fork V(alley); people from south fork.
41. Spring Valley
42. Steptoe Valley
43. Trout Creek Gosiute
44. Weber Ute
45. White Knives

## Zapadni Šošoni danas
Zapadni Šošoni iz Kalifornie
- Zapadni Šošoni u Kaliforniji danas žive na rezervatima Big Pine, Bishop, Lone Pine, te na kolonijama Bridgeport i Death Valley (ovi su poznati kao Timbisha)

Zapadni Šošoni iz Nevade
- U Nevadi Zapadni Šošoni danas žive na rezervatu Duck Valley.

## Vanjske poveznice
- Western Shoshoni Indians in Nevada  Arhivirana inačica izvorne stranice od 21. rujna 2015. (Wayback Machine)
- Some Western Shoshoni Myths
- UNITED STATES TREATY WITH THE WESTERN SHOSHONI, 1863
- SHOSHONI INDIANS: Northwestern Shoshones
- Western Shoshoni Indian Tribe